# NWA International Heavyweight Championship
L'NWA International Heavyweight Championship è stato un titolo di wrestling promosso da Japan Pro-Wrestling Association e successivamente All Japan Pro Wrestling, affiliate giapponesi della National Wrestling Alliance.
Il titolo fu attivo dal 1957 al 1989, anno in cui fu unificato all'interno del AJPW Triple Crown Heavyweight Championship.

## Storia
Il titolo fu introdotto da Lou Thesz, che in occasione di un suo tour in Europa del 1957 iniziò a promuoversi come detentore del titolo, venendo riconosciuto dalla NWA come vincitore di un incontro, probabilmente mai tenutosi, contro Antonino Rocca nel 1949.
Thesz perse il titolo contro Rikidōzan nel 1958, ma successivamente affermò che l'incontro non era valido per alcun titolo e continuò a difendere una sua versione, venendo riconosciuta in gran parte dei territori americani, versione poi unificata all'interno del NWA World Heavyweight Championship, riconquistato da Thesz nel gennaio 1963. Tuttavia la versione rimasta a Rikidōzan rimase attiva e fu riconosciuta da Japan Pro-Wrestling Association e National Wrestling Alliance, stabilendosi come titolo di vertice in Giappone.
Nel 1973, alla chiusura della Japan Pro-Wrestling Association l'allora detentore del titolo Kintaro Ohki portò il titolo con sé in Corea del Sud, difendendolo fino al 1981, quando fu costretto a renderlo vacante su direttiva della National Wrestling Alliance. Questa lo riportò in vigore nella sua nuova affiliata nipponica All Japan Pro Wrestling, dove crebbe di popolarità, al punto che nel 1983 Giant Baba, allora detentore del PWF Heavyweight Championship, riconobbe l'allora campione Jumbo Tsuruta come Ace della All Japan in seguito alla sua vittoria, decretandolo contestualmente come alloro massimo della federazione.
Nel 1989 fu unificato insieme con il PWF Heavyweight Championship e il NWA United National Championship all'interno dell'AJPW Triple Crown Heavyweight Championship, dando vita al nuovo titolo.

## Albo d'oro
| Legenda  |                                                                               |
| -------- | ----------------------------------------------------------------------------- |
| #        | Indica il numero del regno titolato                                           |
| Regno    | Viene indicato il numero del regno del campione                               |
| Data     | La data in cui il titolo è stato vinto                                        |
| Località | Indica il luogo in cui il titolo è stato vinto                                |
| Note     | Indica notizie particolari riguardanti i cambi di titolo o altre informazioni |

| #                               | Campione      | Regno | Data             | Giorni | Località                | Evento     | Note | Fonti |
| ------------------------------- | ------------- | ----- | ---------------- | ------ | ----------------------- | ---------- | --- | ----- |
| Japan Pro-Wrestling Association |               |       |                  |        |                         |            | |       |
| 1                               | Lou Thesz     | 1     | 1 novembre 1957  | 299    | --                      | --         | Thesz iniziò ad essere promosso come detentore di questo titolo dopo aver perso il NWA World Heavyweight Championship contro Dick Hutton, sostenendo di averlo vinto sconfiggendo Antonino Rocca nel 1949.                               |       |
| 2                               | Rikidōzan     | 1     | 27 agosto 1958   | 1.936  | Los Angeles, California | House show | Thesz affermò che l'incontro non era valido per il titolo e continuò a difendere una sua versione negli Stati Uniti d'America, integrandola all'interno del NWA World Heavyweight Champions quando lo vinse nuovamente nel gennaio 1963. |       |
| —                               | Vacante       | —     | 15 dicembre 1963 | —      | —                       | —          | Il titolo fu reso vacante alla morte di Rikidōzan |       |
| 3                               | Giant Baba    | 1     | 24 novembre 1965 | 944    | Osaka, Giappone         | House show | In uno spareggio per riassegnare il titolo vacante, sconfiggendo in finale Dick the Bruiser. |       |
| 4                               | Bobo Brazil   | 1     | 25 giugno 1958   | 2      | Nagoya, Giappone        | House show | |       |
| 5                               | Giant Baba    | 2     | 27 giugno 1968   | 889    | Tokyo, Giappone         | House show | |       |
| 6                               | Gene Kiniski  | 1     | 3 dicembre 1970  | 16     | Osaka, Giappone         | House show | |       |
| 7                               | Giant Baba    | 3     | 19 dicembre 1970 | 623    | Los Angeles, California | House show | |       |
| —                               | Vacante       | —     | 2 settembre 1972 | —      | —                       | —          | Il titolo fu reso vacante quando Baba lasciò la federazione per fondare la All Japan Pro Wrestling. |       |
| 8                               | Bobo Brazil   | 2     | 1 dicembre 1972  | 3      | Yokohama, Giappone      | House show | |       |
| 9                               | Kintaro Ohki  | 1     | 4 dicembre 1972  | 3.052  | Hiroshima, Giappone     | House show | Quando la Japan Pro-Wrestling Association chiuse nel 1973, Ohki iniziò a difendere il titolo in Corea del Sud. |       |
| —                               | Vacante       | —     | 13 aprile 1981   | —      | —                       | —          | Ohki fu costretto a rendere il titolo vacante per decisione della National Wrestling Alliance |       |
| All Japan Pro Wrestling         |               |       |                  |        |                         |            | |       |
| 10                              | Dory Funk Jr. | 1     | 30 aprile 1981   | --     | Matsudo, Giappone       | House show | Vincendo un torneo per riassegnare il titolo vacante, sconfiggendo a tavolino in finale Bruiser Brody |       |
| 11                              | Bruce Reed    | 1     | giugno 1981      | --     | Florida                 | House show | Il cambio di titolo non fu riconosciuto in Giappone |       |
| 12                              | Dory Funk Jr. | 2     | agosto 1981      | --     | Florida                 | House show | |       |
| 13                              | Bruiser Brody | 1     | 9 ottobre 1981   | 23     | Tokyo, Giappone         | House show | |       |
| 14                              | Dory Funk Jr. | 3     | 1 novembre 1981  | 171    | Tokyo, Giappone         | House show | |       |
| 15                              | Bruiser Brody | 2     | 21 aprile 1982   | 374    | Osaka, Giappone         | House show | |       |
| 16                              | Jumbo Tsuruta | 1     | 30 aprile 1983   | 1.188  | Tokyo, Giappone         | House show | |       |
| 17                              | Stan Hansen   | 1     | 31 luglio 1986   | 82     | Tokyo, Giappone         | House show | | [ 2 ] |
| 18                              | Jumbo Tsuruta | 2     | 21 ottobre 1986  | 523    | Tokyo, Giappone         | House show | |       |
| 19                              | Bruiser Brody | 3     | 27 marzo 1988    | 22     | Tokyo, Giappone         | House show | |       |
| 20                              | Jumbo Tsuruta | 3     | 19 aprile 1988   | 364    | Sendai, Giappone        | House show | |       |
| —                               | Disattivato   | —     | 18 aprile 1989   | —      | —                       | —          | Il titolo fu unificato con PWF Heavyweight Championship e NWA United National Championship all'interno dell'AJPW Triple Crown Heavyweight Championship                                                                                   |       |